# The Anthem (album)
The Anthem – debiutancki album studyjny szwedzkiego piosenkarza Darina wydany w 2005 roku. Promował go utwór "Money for Nothing".

## Spis utworów
1. "Give It To Me" 3:44 (Arnthor Birgisson/Robin Thicke)
2. "Money For Nothing" 3:07 (Robyn Carlsson/Remee/Johan Ekhé/Ulf Lindström)
3. "I Can See U Girl" 3:00 (RedOne/Tori London)
4. "Why Does It Rain?" 4:00 (Jörgen Elofsson/Anja)
5. "Encore, Orta Vez, 1 More Time" 3:27 (RedOne/Teron Beal/Carl Henry)
6. "The Anthem" 3:01 (George Samuelson/Adam Baptiste)
7. "What Is Love" 2:41 (Niclas Widahl/Pontus Söderqvist/Tymes 4/RedOne/Darin)
8. "The Way I Am" 3:35 (Harry Sommerdahl/Anders Barrén/Stefan Adel/Ninos Yakoub)
9. "One True Flame" 4:15 (Jörgen Elofsson/Robbie Nevil)
10. "Stand By Me" 3:11 (Max Martin/Alexandra Talomaa)
11. "What You're Made Of" 3:05 (Darin/Andreas Klingberg/Kristjan Dogar)
12. "Coming True" (utwór dodatkowy) 3:40 (Jörgen Elofsson)

## Pozycje na listach
| Lista                | Najwyższa Pozycja | Tygodnie na liście | Certyfikat  |
| -------------------- | ----------------- | ------------------ | ----------- |
| Swedish Album Charts | 1                 | 28                 | IFPI: Złoto |